# 浅利崇
浅利 崇（あさり たかし、1908年 - 1993年）は、「農業の父」と称されている青森県の政治家である。南津軽郡常盤村の村長と青森県議会議員を務めた。

## 来歴
ロシア文学への関心を発端として、学生時代に社会主義思想に関心を抱くようになり、農民運動に参加する。背景として、身近に貧農の窮状に接して成長した点が指摘されている。1945年、勤務していた東京の農地開発営団を退職し、故郷に帰り1947年、常盤村長に就任した。
終戦後最初の衆議院総選挙となる第22回衆議院議員総選挙を控えた1945年12月22日付の東奥日報には、「南津軽郡はねばり強い長内健栄氏（進歩）を筆頭に仁尾勝男氏あるいは浅利崇氏等が善戦するだろうし，楠美省吾氏（進歩）ほか各候補者が進入する。」と記された。
1948年に雑誌『農業協同組合経営実務』に「農村民主化の運動と林檎の販賣」と題した文章を寄稿した。
1955年に無所属として青森県議会議員に当選する。この際、自由党の田澤吉郎と山内清作、日本民主党の松岡儀助とともに、当選すると見られていた清藤勇吉を挟撃する形となった。
1958年11月1日の青森県議会第55回定例会では、自由民主党所属議員として県庁舎の入札に関わる談合疑惑についての緊急質問をおこなった。

## 没後
常盤村の後身となる藤崎町の「常盤ふるさと資料館あすか」では、農業組織の再編・設立に携わった浅利の功績を紹介する展示が行われている。
また、同施設では浅利の愛読書とされる約1万1000冊の蔵書が遺族からの寄贈で「浅利文庫」として開設されている。